# Зрячев, Александр Фёдорович
Александр Фёдорович Зрячев (1928—2004) — почётный гражданин города Северодвинска и почётный судостроитель, заслуженный машиностроитель Российской Федерации, директор машиностроительного предприятия «Звёздочка» с 1972 по 1992 год.

## Биография

Памятный знак на набережной имени Зрячева

Александр Зрячев родился в Краснокутском районе Саратовской области в селе Ахмат (близ города Красный Кут).
В 1953 году успешно окончил Ленинградский кораблестроительный институт (ныне Санкт-Петербургский государственный морской технический университет) по специальности «инженер-механик по судовым паровым двигателям и установкам».
С 1953 по 1956 год работал преподавателем в судостроительном техникуме города Молотовска.
22 августа 1956 года был принят на завод № 893 в качестве инженера-технолога технического отдела.
В 1960 году стал заместителем главного инженера и начальником второго отдела предприятия «Звёздочка».
С 1963 года — главный инженер, а с 1969 — заместитель директора.
В 1972 году Зрячев сменил на посту директора машиностроительного предприятия «Звёздочка» Григория Лазаревича Просянкина и оставался в этой должности непрерывно на протяжении двадцати лет (в 1992 году директором был назначен Николай Калистратов).
Выйдя в 1992 году на пенсию, проживал в Северодвинске на острове Ягры.
Александр Фёдорович Зрячев умер 20 сентября 2004 года и был похоронен на городском кладбище Северодвинска.

## Память
- Ровно год спустя после кончины Зрячева на доме № 7 по улице Корабельной, где он жил с 1958 года до самой смерти, была установлена мемориальная доска.
- Один из буксиров проекта ПЕ-65 носит имя «Александр Зрячев»[3]
- В 2006 году именем Зрячева названа набережная на острове Ягры[4].

## Награды
- Орден Ленина
- Орден Октябрьской Революции